# Topo nudo

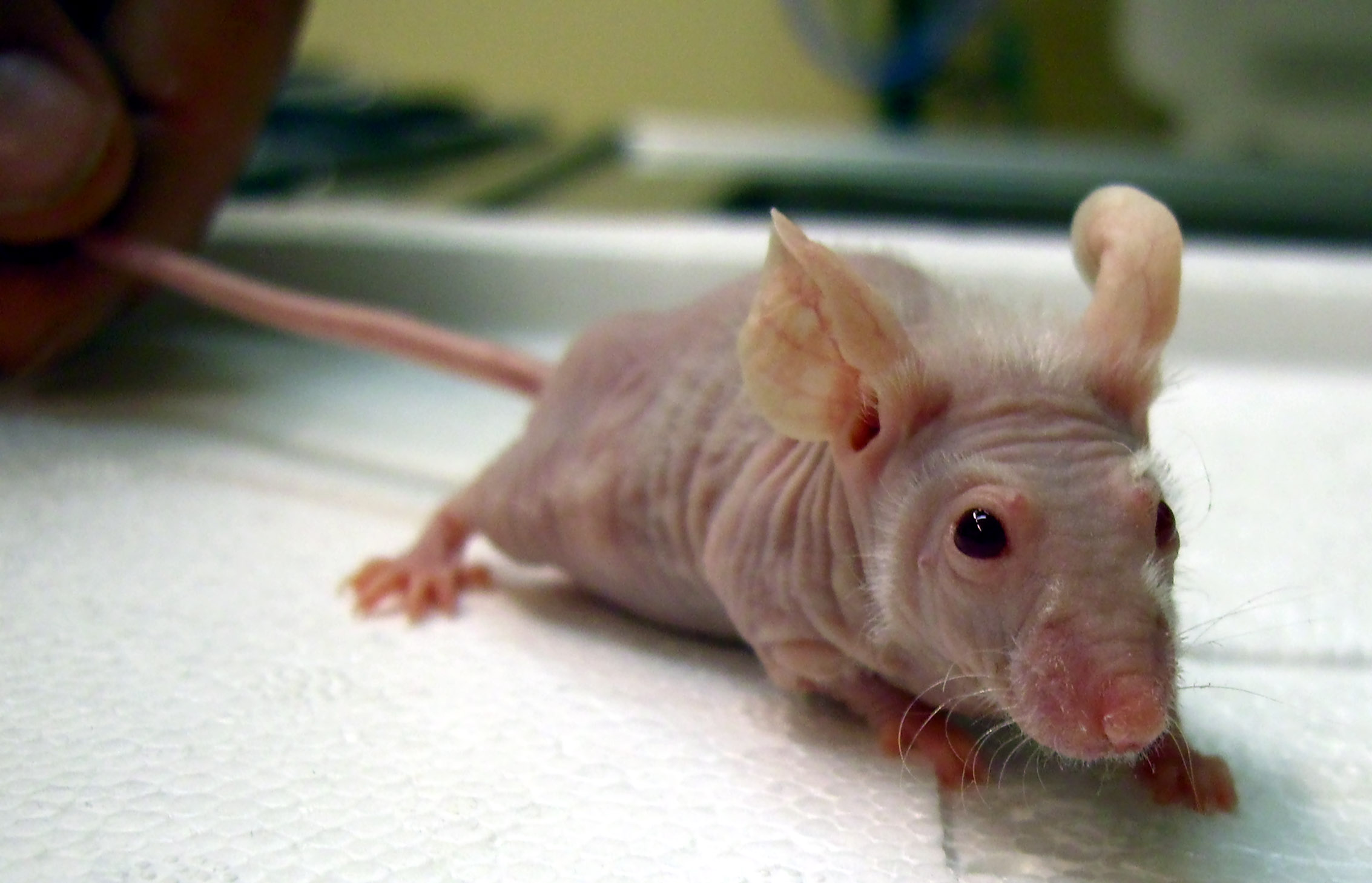
Un topo nudo

Un topo nudo è un topo di laboratorio originato da un ceppo con una mutazione, spontanea e non indotta artificialmente, che genera individui con un timo assente o non funzionale, con un conseguente sistema immunitario inibito a causa di un numero notevolmente ridotto di cellule T. Il fenotipo, il principale aspetto esteriore del topo, è una mancanza di peli sul corpo che gli dà il soprannome di "nudo". Il topo nudo è prezioso per la ricerca perché può ricevere molti tipi differenti di innesti tissutali di tipo tumorale senza mostrare alcun rigetto. Questi xenotrapianti sono comunemente usati nella ricerca per la sperimentazione di nuovi metodi di imaging e di trattamento tumorale. La base genica della mutazione nude mouse è una rottura del gene FOXN1

## Nomenclatura
La nomenclatura dei topi nudi è cambiata più volte fin dalla loro scoperta. In origine erano descritti come nu e questo è stato aggiornato per Hfh11nu quando il gene mutato è stato identificato come una mutazione nel gene HNF-3 / forkhead omologo 11. Poi, nel 2000, il gene responsabile della mutazione è stato identificato come un membro della famiglia genica Fox e la nomenclatura è stata aggiornata alla Foxn1nu.

## Storia e significatività
I topi nudi sono stati scoperti nel 1962 dal dottor Norman Roy Grist nel laboratorio di virologia dell'ospedale Ruchill Brownlee di Glasgow . A causa della mancanza del timo, i topi nudi non possono generare  linfociti T maturi. Pertanto essi non sono in grado di effettuare molti tipi di risposte immunitarie adattative, tra cui:
1. formazione di anticorpi che richiedono CD4 + cellule T helper
2. risposta immunitaria cellulo-mediata, che richiede cellule CD4 + e / o CD8 + T
3. risposte in ipersensibilità di tipo ritardato   (richiede cellule CD4 + T)
4. uccisione di cellule infettate da virus o maligne (richiede CD8 + cellule T citotossiche)
5. rigetto del trapianto (necessita di entrambe le cellule CD4 + e CD8 + T)

A causa delle caratteristiche di cui sopra, i topi nudi hanno costituito un metodo di laboratorio per acquisire conoscenze su sistema immunitario, leucemie , tumori solidi , AIDS e altre forme di deficienza immunitaria e sulla lebbra. Inoltre, l'assenza di cellule T funzionanti impedisce ai topi nudi da rigettare non solo allotrapianti, ma nemmeno xenotrapianti, cioè, innesti di tessuto da un'altra specie.
La maggior parte dei ceppi di topi nudi sono leggermente immunosoppressi e presentano alcune cellule T, soprattutto man mano che invecchiano. Per questo motivo i topi nudi sono meno popolari nel campo della ricerca odierna, dal momento che sono stati costruiti topi knockout con difettività più completa del sistema immunitario  (ad esempio topi RAG1 e RAG2  knockout).